# Conferência Arcádia

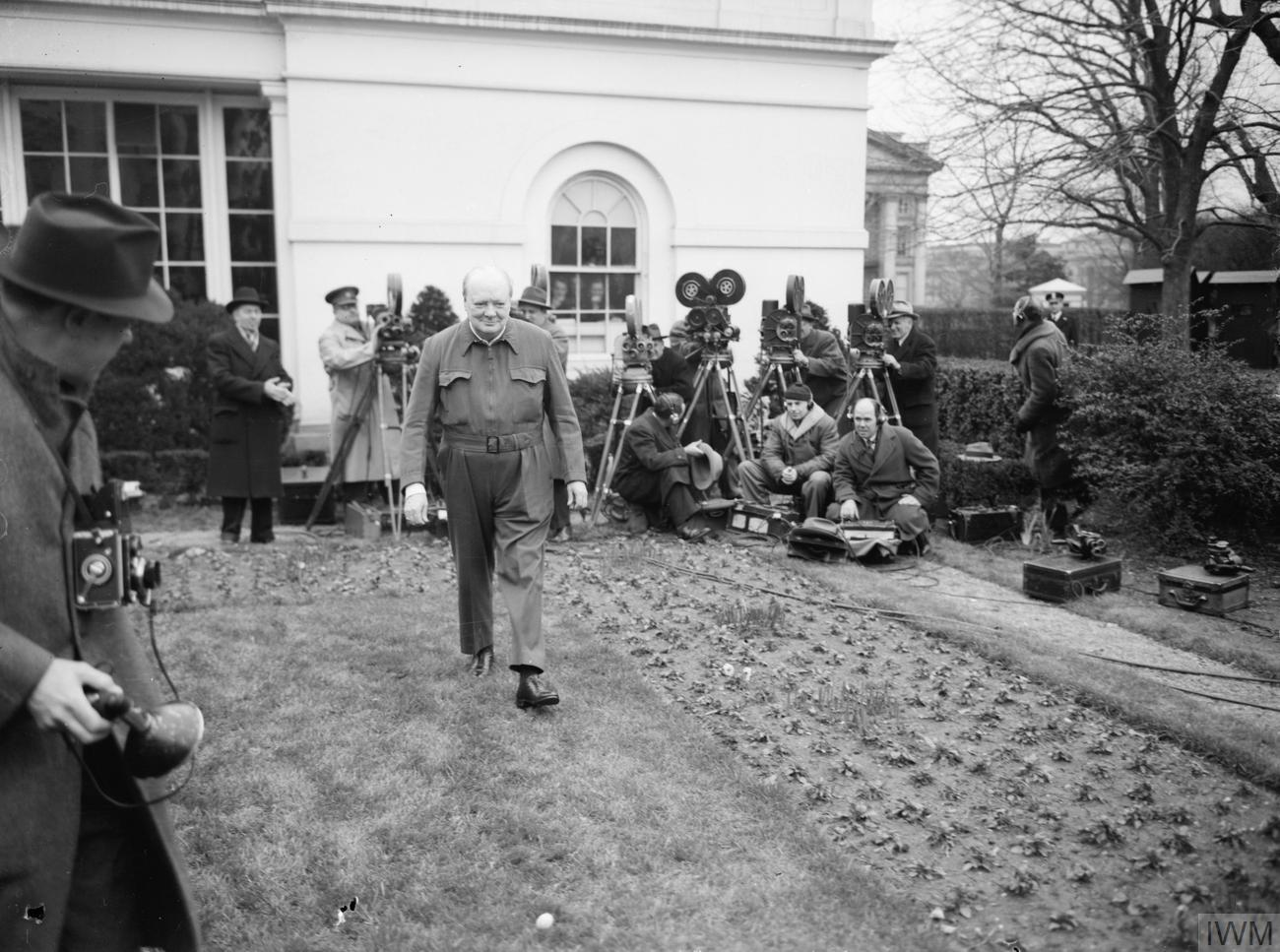
Churchill, durante a Conferência.

A Primeira Conferência de Washington (First Washington Conference, em inglês), também chamada de Conferência Arcádia (Arcadia Conference, no inglês, em razão do nome em código da conferência - ARCADIA) ocorreu em Washington, D.C. entre 22 de de dezembro de 1941 e 14 de janeiro de 1942. Nela as cúpulas militares de Estados Unidos e Reino Unido debateram sobre a condução da Segunda Guerra Mundial, celebrando-se a 31 de dezembro um acordo anglo-americano e, mais tarde, resultou na "Declaração das Nações Unidas" e apoio à Carta do Atlântico, contando com a presença do primeiro-ministro britânico Winston Churchill e do presidente Franklin D. Roosevelt.

## Contexto e decisões
Nos dias 7 e 8 de dezembro de 1941 o Japão tinha invadido a Tailândia e atacado as colônias britânicas da Malásia, Cingapura e Hong Kong, bem como as bases militares e navais dos Estados Unidos no Havaí, na Ilha Wake, em Guam e nas Filipinas.
No dia 8 o Reino Unido, os Estados Unidos, o Canadá, e os Países Baixos declararam guerra ao Japão, seguidos no dia seguinte pela China e Austrália, estabelecendo assim um teatro de guerra em duas frentes.
As principais conquistas políticas da Arcádia incluíram a decisão de "Alemanha em primeiro lugar" (ou " Europa em primeiro lugar " - isto é, a derrota da Alemanha era a maior prioridade); a criação do Estado-Maior Combinado , com sede em Washington, para aprovar as decisões militares dos EUA e da Grã-Bretanha; o princípio da unidade de comando de cada teatro sob um comandante supremo; elaborar medidas para manter a China na guerra; limitar os reforços a serem enviados ao Pacífico; e estabelecer um sistema para coordenar o transporte. Todas as decisões foram secretas, exceto a conferência que redigiu a Declaração das Nações Unidas e que comprometeu os Aliados a não fazerem paz separada com o inimigo e a empregarem todos os recursos até a vitória.
Em termos táticos imediatos, as decisões em Arcádia incluíram uma invasão do Norte de África em 1942, o envio de bombardeiros americanos para bases em Inglaterra, e o reforço das forças britânicas no Pacífico. Arcadia criou um Comando unificado Americano-Britânico-Holandês-Australiano (ABDA) no Extremo Oriente. Também foi acordado na conferência combinar recursos militares sob um único comando no Teatro Europeu de Operações (ETO).

## Participantes
Chefes de estado
Presidente dos EUA, Franklin D. Roosevelt
Primeiro-Ministro do Reino Unido, Winston Churchill
Oficiais britânicos:
Sir Dudley Pound, almirante
Sir John Dill
Sir Charles Portal
Sir Charles Little, diplomata
Sir Colville Wemyss
Arthur Harris,  delegado da RAF nos EUA.
Oficiais dos EUA:
H. R. Stark
E. J. King
F. J. Horne
J. H. Towers
R. K. Turner
Thomas Holcomb
George C. Marshall
H. H. Arnold
L. T. Gerow
Secretários conjuntos:
J. L. McCrea
P. M. Robinett
William T. Sexton
Representante da China:
T. V. Soong